# Tiago Dantas
Tiago Dantas, né le 24 décembre 2000 à Lisbonne au Portugal, est un footballeur portugais qui joue au poste de milieu de terrain au HNK Rijeka.

## Biographie

### Carrière en club
Né à Lisbonne, Dantas intègre le centre de formation du Benfica en 2010, faisant ses débuts professionnels avec le Benfica B le 11 août 2018, à l'occasion d'une victoire 2-1 à domicile contre Leixões en LigaPro.
Dantas fait ensuite ses débuts avec l'équipe sénior du Benfica le 21 décembre 2019, lors de la victoire contre le Vitória de Setúbal en Taça da Liga.
En octobre 2020, il est prêté au Bayern Munich pour une saison, rejoignant dans un premier temps l'équipe reserve du club,. Le 27 février 2021, Dantas fait ses débuts en Bundesliga avec l'équipe senior du Bayern contre Cologne, connaissant sa première titularisation quelques semaines plus tard contre l'Union Berlin.

### Carrière en sélection
Dantas est international portugais en équipes de jeunes,. Avec les moins de 19 ans, il inscrit un but contre les Pays-Bas en novembre 2018. Il marque ensuite avec les moins de 20 ans, un but contre la Suisse en septembre 2019.

## Palmarès
| Bayern Munich - Championnat d'Allemagne (1) : - Champion en 2021. |